# Єдина державна система діловодства
Єди́на держа́вна систе́ма ділово́дства (ЄДСД) — система документаційного забезпечення управлінської діяльності, яка визначає типові процеси документування і організації роботи з документами. Це також науково впорядкований комплекс правил, нормативів і рекомендацій, які визначають і регламентують діловодні процеси.

## Положення Єдиної державної системи діловодства
Положення Єдиної державної системи діловодства, правила їх застосування визначено в інструкціях з діловодства. Створено систему нормативної документації з діловодства на різних рівнях: загальнодержавному, галузевому та на рівні окремої установи. Все це закріплено постановою Кабінету Міністрів України від 30 листопада 2011 року № 1242 «Про затвердження Типової інструкції з діловодства у центральних органах виконавчої влади, Раді міністрів Автономної Республіки Крим, місцевих органах виконавчої влади».
Основні положення Єдиної державної системи діловодства визначають правила документування організаційно-розпорядчих документів (ОРД) та роботи з ними. На решту документації (планову, статистичну, бухгалтерську, кадрову тощо) основні положення Єдиної державної системи діловодства поширено щодо загальних принципів роботи з документами і підготовки їх для передавання в архів.
Деякі положення Єдиної державної системи діловодства мають обов'язковий характер, інші — рекомендаційний. Обов'язкові до виконання всі положення, які встановлено державними стандартами України, законодавчими актами, рішеннями керівних органів.

## Складові Єдиної державної системи діловодства
Єдина державна система діловодства охоплює:
- єдині правила складання та оформлення документів;
- раціональні принципи документообігу;
- єдині правила створення реєстраційно-довідкового апарату;
- правила створення номенклатур і принципи формування справ;
- правила підготовки справ до зберігання і використання;
- рекомендації для підвищення ефективності праці в діловодстві;
- впровадження механізації та автоматизації в діловодстві.

## Законодавча регламентація в Україні
Інструкція з діловодства офіційно затверджена Кабінетом Міністрів України в Постанові №-1242 від 30.11.2011 і є обов'язковою для виконання усіма установами на території держави.